# Henri Nouvel
Vous lisez un « bon article » labellisé en 2011.
Henri Nouvel, né en 1621 ou 1624 à Pézenas dans l’Hérault (France) et mort entre octobre 1701 et octobre 1702 à la mission Saint-François-Xavier de la baie des Puants (aujourd'hui aux États-Unis), est un prêtre jésuite ayant passé quarante ans de sa vie comme missionnaire auprès des communautés amérindiennes de la Nouvelle-France.
Il est déjà prêtre lorsqu'il entre dans l'ordre des jésuites le 28 août 1648 et exerce des fonctions religieuses en France jusqu'en 1662. Il s'embarque pour la Nouvelle-France en 1662 pour y devenir missionnaire. Il arrive à Québec en août 1662 et pendant sa première année en Amérique il se consacre à l’apprentissage des langues amérindiennes. À la fin de 1663, il effectue sa première mission dans la région de Rimouski. Entre 1664 et 1669, il effectue ses missions sur le territoire des Montagnais, dans les « missions volantes » de la Côte-Nord dont le chef-lieu est Tadoussac, son premier voyage l’amenant dans la région du lac Manicouagan.
En 1671, il est envoyé dans les missions jésuites des Grands Lacs auprès des Outaouais et fait plusieurs voyages dans différentes communautés amérindiennes avant d'être nommé supérieur des missions jésuites de la région en 1672. L'année suivante il informe le gouverneur Frontenac d’événements qui menacent le commerce de la traite des fourrures avec les Amérindiens. En 1674-75, il partage son temps entre les missions Sainte-Marie et Saint-Ignace, mais se rend aussi à Saginaw auprès des Amikoués. Toujours à Saint-Ignace entre 1677 et 1678, il célèbre l’inhumation du père Marquette et accueille les Kiskakons.
Entre 1688 et 1695, lors de son second mandat de supérieur des missions outaouaises, il doit s'interposer dans le conflit entre les missionnaires jésuites et Antoine de Lamothe-Cadillac au sujet des raids guerriers des Amérindiens et au trafic de l'eau-de-vie avec ceux-ci. Il exerce la majorité de ses vingt dernières années d’apostolat à la mission Saint-François-Xavier de la baie des Puants où il meurt.

## Biographie

### Formation religieuse et arrivée en Nouvelle-France
Henri Nouvel est né en 1621 ou 1624 dans la commune française de Pézenas dans région du Languedoc-Roussillon, plus précisément dans l’Hérault,,. Il est déjà prêtre lorsqu'il entre au noviciat des jésuites de Toulouse le 28 août 1648. Il exerce des fonctions religieuses en France jusqu’en 1662.

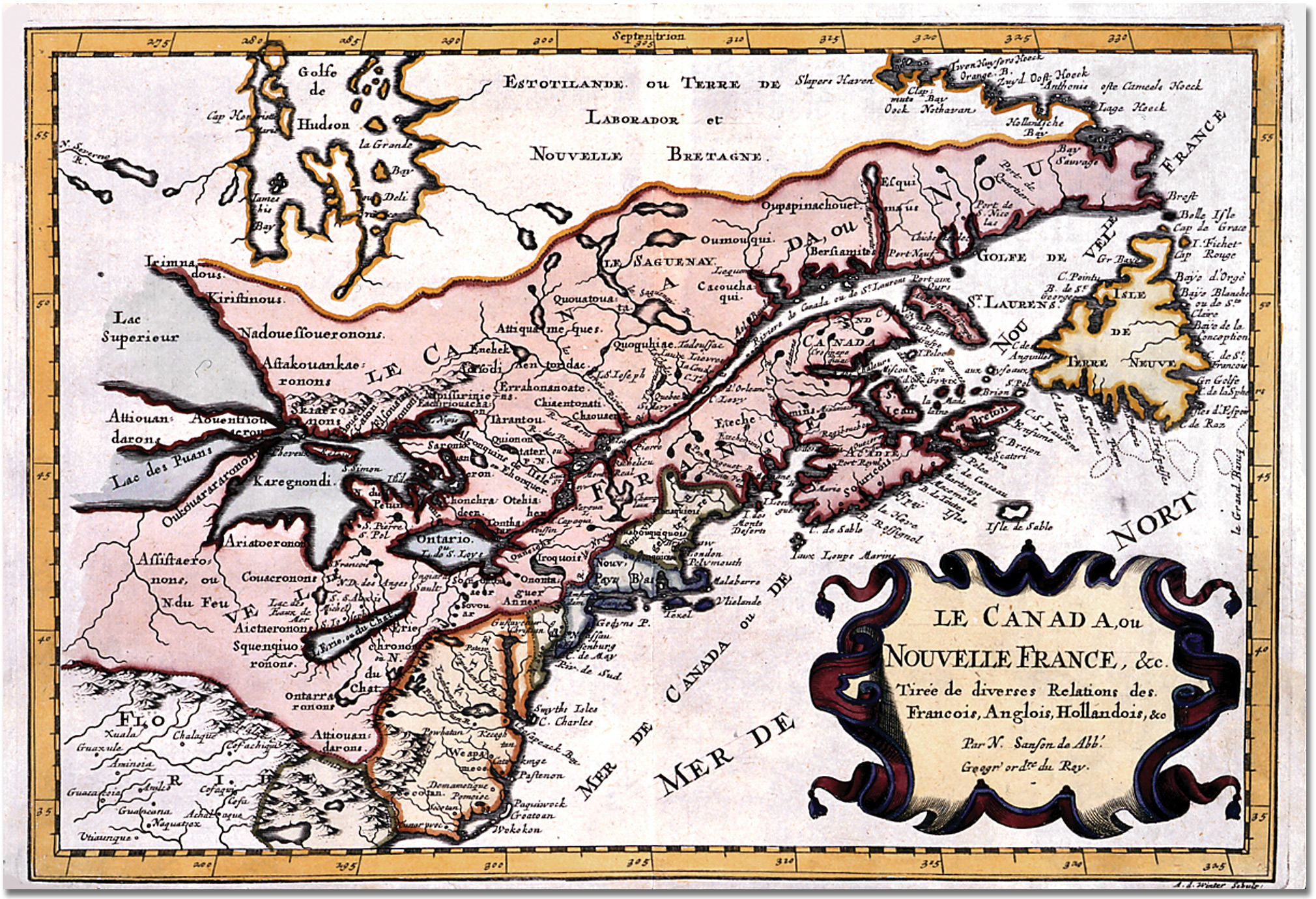
Carte de la Nouvelle-France en 1660.

Il s’embarque pour la Nouvelle-France en 1662 et arrive dans la ville de Québec le 4 août. Lors de son arrivée, la situation des missions jésuites en territoire amérindien tarde toujours à se relever de la destruction de la Huronie entre 1645 et 1650. Le groupe de pères jésuites présents en Nouvelle-France est très restreint et ils doivent couvrir l'ensemble du vaste territoire de la Nouvelle-France ; au recensement de 1663, ils ne sont que vingt-sept et leur moyenne d'âge est de plus de 50 ans.

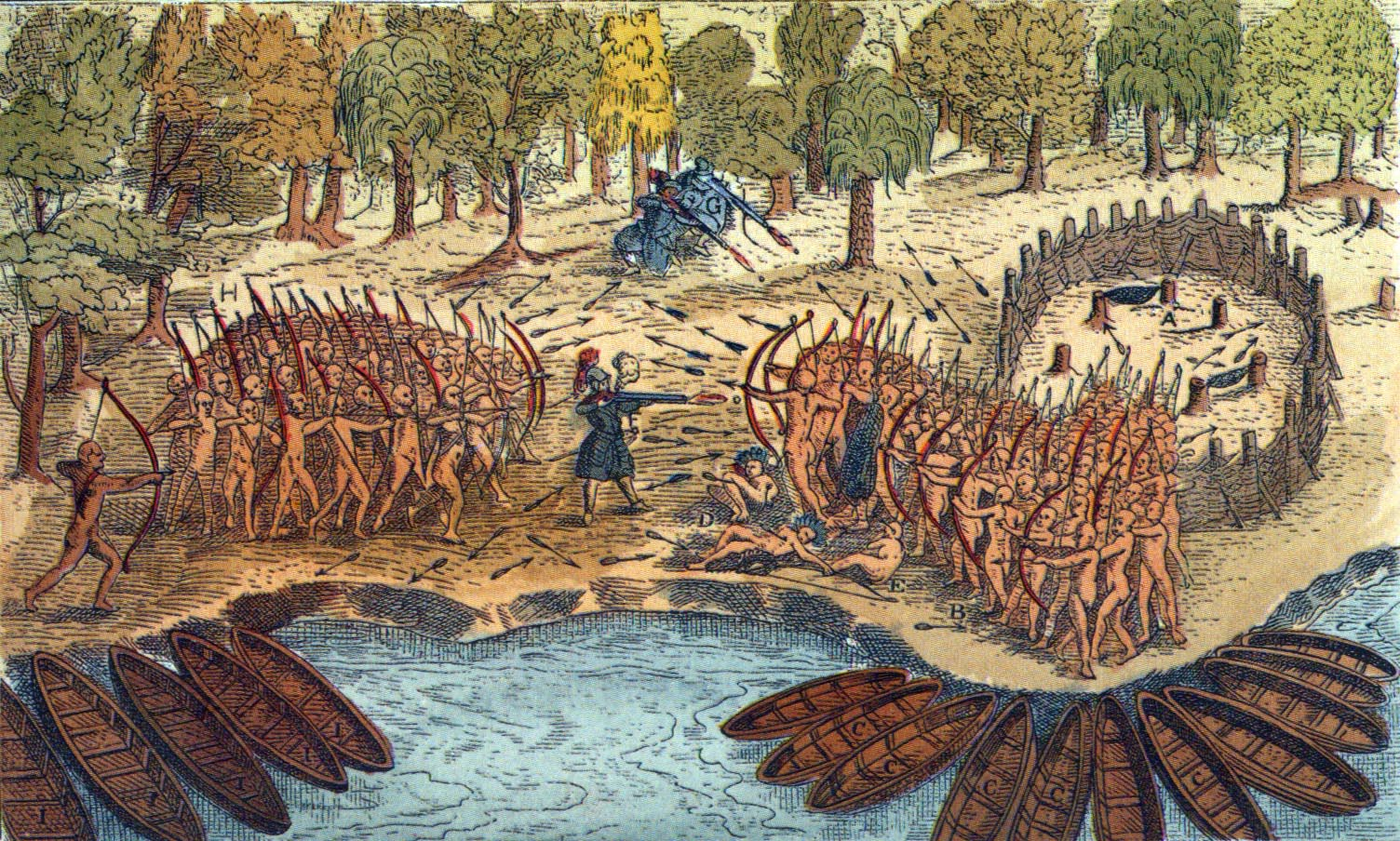
En 1609, Champlain appuie les Algonquins contre les Iroquois. C’est le début des guerres franco-iroquoises.

D’ailleurs les jésuites estiment qu’il leur est très difficile de reprendre les activités d'apostolat tant que les guerres franco-iroquoises ne seront pas terminées. Un autre problème que rencontrent les jésuites et qui les oblige à diviser leurs faibles ressources est l'obligation d'exploiter les terres qui leur ont été octroyées en Nouvelle-France, l’édit royal de mars 1663 mentionnant que les terres non exploitées après un délai de six mois reviennent à la couronne.
Malgré tout, l'année 1663 voit un regain de l’activité missionnaire des jésuites en Nouvelle-France. De nouvelles missions voient le jour principalement dans trois régions, soit : (1) les missions montagnaises du Saguenay–Lac-Saint-Jean et de la Côte-Nord, (2) les missions algonquiennes du bassin des Grands Lacs et (3) les missions de l'Iroquoisie. C'est dans ce contexte que le père Nouvel commence ses activités en Amérique.
Pendant la majeure partie de sa première année, de l'automne 1662 au printemps de 1663, il consacre l'essentiel de son temps à l’apprentissage des langues amérindiennes et ne semble participer d'aucune façon à la vie ecclésiastique de la ville de Québec. C’est à partir de 1663 qu’il entame son apostolat auprès des communautés amérindiennes de la Côte-Nord, chez les Montagnais et les Papinachois. Cette mission qui s’étend sur plusieurs années est l’un des faits marquants de sa carrière en Nouvelle-France.

### Missions au Bas-Saint-Laurent et sur la Côte-Nord
Il effectue d'abord un premier voyage, entre avril et juin 1663, en compagnie de Charles Amiot, un commerçant de Québec,. En novembre 1663, il entame un second voyage, cette fois vers le Bas-Saint-Laurent, toujours accompagné de Charles Amiot. Les Relations des jésuites mentionnent qu’il fait un arrêt à l’île Verte à la suite d'un naufrage qui l’oblige à y demeurer une dizaine de jours. C’est aussi le lieu de rendez-vous des deux voyageurs avec une soixantaine de Montagnais et de Papinachois qui l’attendaient pour la suite du voyage. Accompagnés par les Amérindiens, Henri Nouvel se rend ensuite dans la région de Rimouski, à l’île Saint-Barnabé selon certains, ou à la Pointe-au-Père selon d'autres,. Le père Nouvel y célèbre une messe le 8 décembre 1663. Son voyage se poursuit ensuite et après avoir constaté l’absence d’Iroquois dans les environs, la Nouvelle-France étant toujours en guerre avec ces derniers, le groupe reprend la route le 21 décembre 1663 en se dirigeant vers l’intérieur des terres en remontant la rivière Rimouski jusqu’à sa source.
Le reste de l’hiver 1663-64 se passe en voyage de chasse à l’intérieur des terres. Ainsi dans son résumé de voyage, le père Nouvel mentionne que pendant la période des fêtes le petit groupe s’est installé près d'un grand lac, probablement le lac Matapédia ou le lac Mitis,. À la fin de février 1664, le groupe redescend vers le fleuve Saint-Laurent qu’il atteint en mars. Ils passent ensuite quelques jours à l’île aux Basques. Le père Nouvel demeure alors sur l’île en compagnie des Amérindiens pendant que Charles Amiot retourne à Québec. Dans son récit de voyage, le missionnaire mentionne que l’île porte ce nom : « à raison de la pesche de Baleines que les Basques y faisaient autrefois [...] on voit encore tout auprès de grandes costes de Baleines qu’ils y ont tuées. » Henri Nouvel, Relations des jésuites.

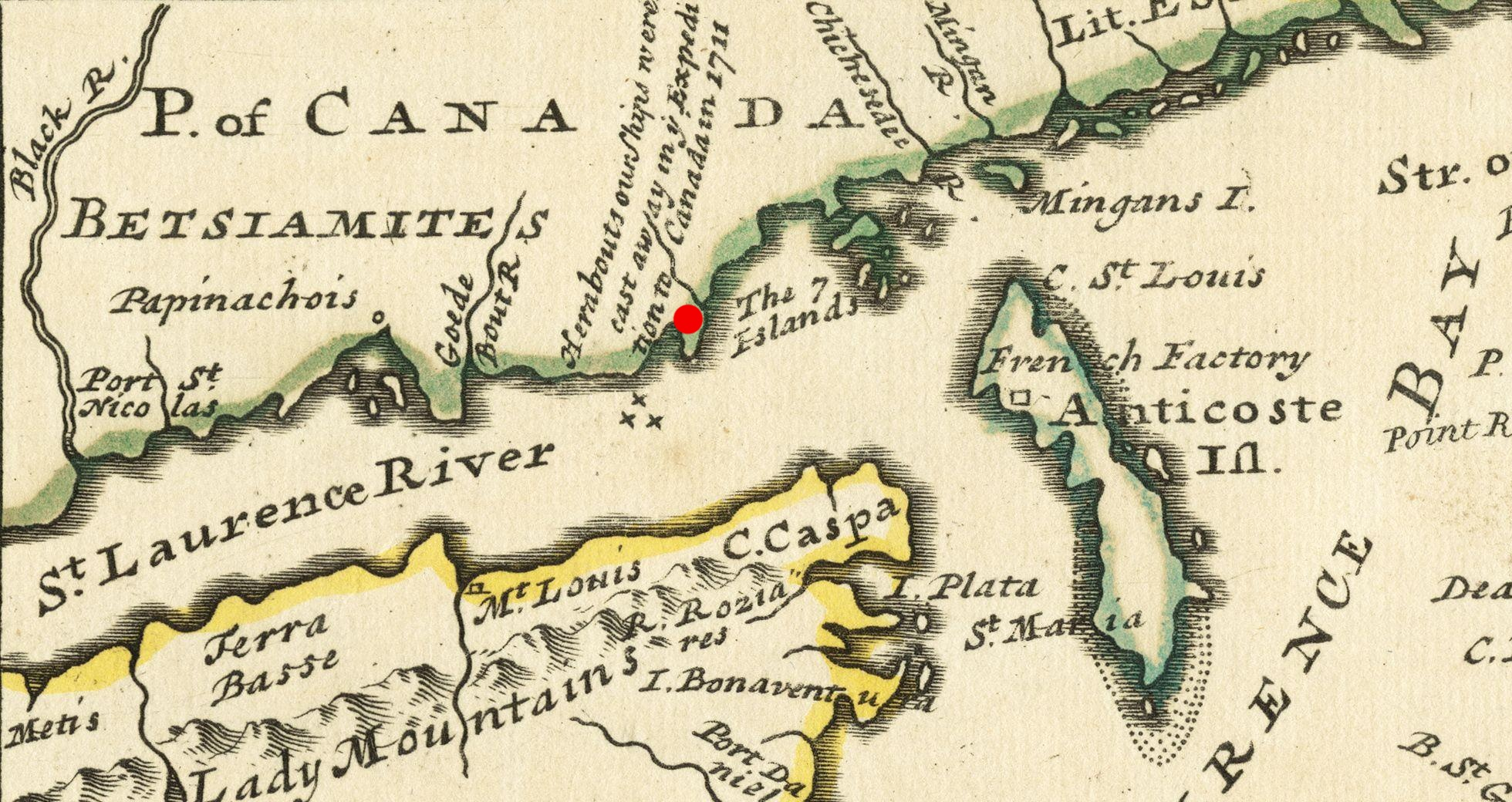
Territoire des Papinachois près de la rivière Manicouagan en 1713.

Le père Nouvel quitte l’île aux Basques le 21 avril 1664 en direction de Tadoussac sur la rive nord du Saint-Laurent où il attend le père Druillettes jusqu'au début de mai. Ce dernier décide plutôt de se rendre au Saguenay, le père Nouvel toujours accompagné de Charles Amiot et d'un groupe de Papinachois se dirige vers l’intérieur des terres jusqu’à la rivière aux Outardes qu’ils rejoignent le 14 mai. Le groupe demeure à cet endroit jusqu’au début juin, puis remonte la rivière aux Outardes en se dirigeant vers la rivière Manicouagan,. Le trajet que doit effectuer le petit groupe entre les deux rivières est des plus difficiles, en particulier le portage, le père Nouvel mentionnant alors que « Nous fismes un portage d’un jour entier que nous employasmes tantost à grimper des montagnes, tantost à percer des bois où nous avions de la peine à passer, estant tous chargez autant que nous pouvions l’estre ».
Les voyageurs atteignent la rivière Manicouagan, que les Français appellent la « rivière Noire, à cause de sa profondeur », et la remontent jusqu’au lac du même nom qu’ils atteignent le 9 juin 1664,. Le missionnaire devient ainsi le premier Européen à remonter la rivière Manicouagan et à atteindre le lac du même nom. Les deux groupes de Papinachois qui se rencontrent en profitent pour effectuer des échanges commerciaux et troquer des fourrures. Le 11 juin 1664, le père Nouvel y célèbre une messe devant un groupe de « Papinachois qui n’avait jamais rencontré de Blancs » et baptise le lac du nom de Saint-Barnabé ; son toponyme actuel est Manicouagan,. Le père Nouvel redescend ensuite la rivière Manicouagan jusqu’au fleuve Saint-Laurent en quatre jours et y rejoint un groupe de Français et de Papinachois qui l’attendaient là. Le missionnaire revient ensuite à Québec, qu’il atteint le 30 juin 1664, après seulement deux jours d’un voyage aidé par des conditions de vent favorables.
Ce voyage fut considéré comme un exploit, car ce jésuite originaire du sud de la France était mal préparé aux difficultés climatiques des hivers en Nouvelle-France. Il est une indication de sa persévérance car il eut à convaincre ses compagnons à l’accepter de faire partie du voyage jusqu’au lac Manicouagan, ces derniers étant d’abord d’avis que ce trajet comportait trop de dangers pour qu’il se joigne à l’expédition. Cette expédition de 1663-1664 sur la Côte-Nord lui sert aussi à colliger plusieurs renseignements sur les groupes amérindiens de l’Est du Québec. Marie de l'Incarnation signale entre autres les informations que le père Nouvel a recueillies auprès d'un chef amérindien concernant le trajet pour se rendre à la baie d'Hudson et la possibilité d’y évangéliser les habitants de ces rives.

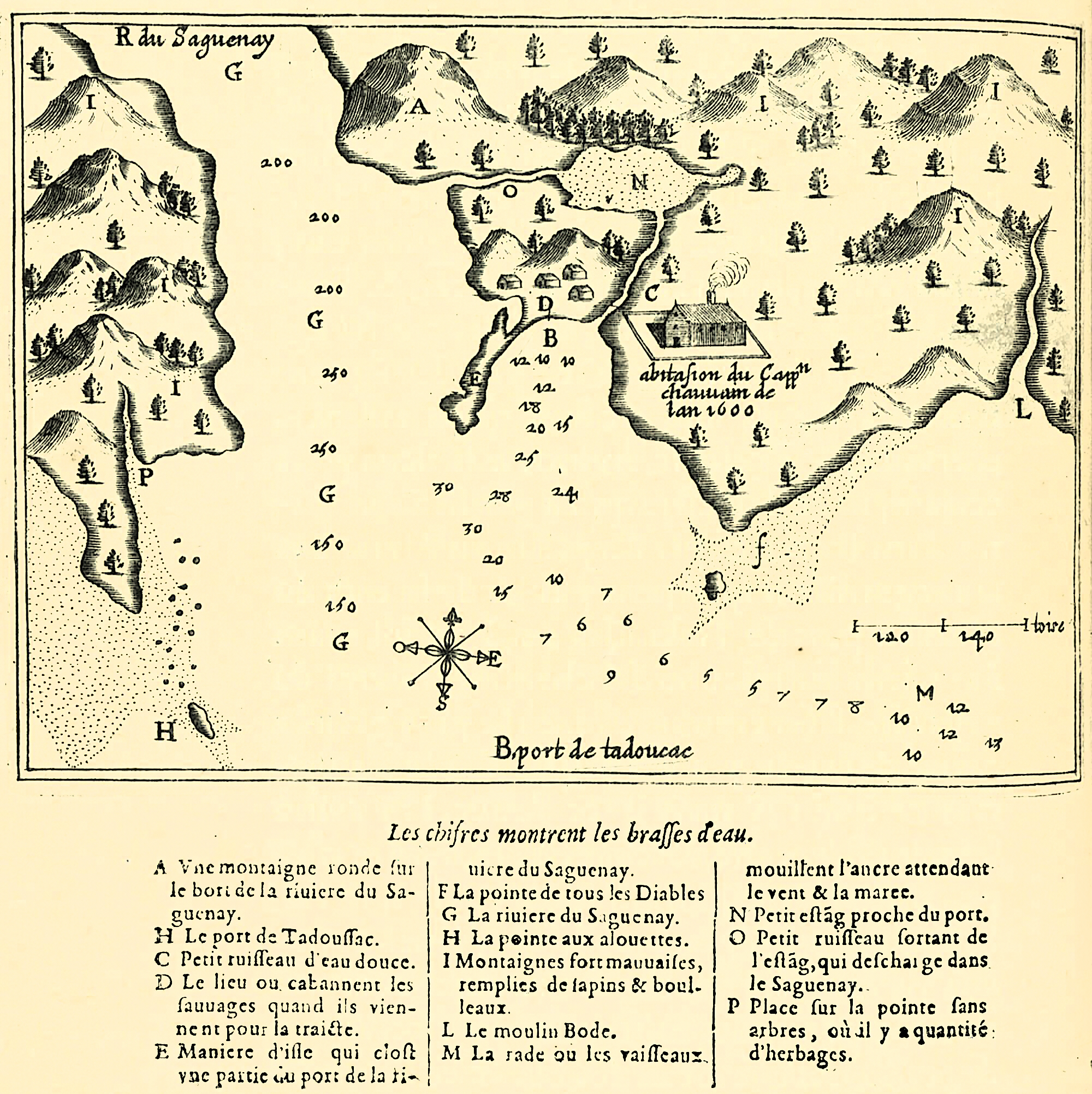
Tadoussac et son poste de traite cartographié par Samuel de Champlain en 1615.

En novembre 1664, le missionnaire retourne à Tadoussac et y demeure l’hiver entier en compagnie du père Druillettes,. Tadoussac, où les jésuites ont reçu une concession de six arpents en 1659 pour maintenir la mission de Sainte-Croix de Tadoussac, est alors le chef-lieu et le point de rassemblement des missions jésuites en territoire montagnais. Il s’agit de ce que les jésuites appellent les « missions volantes » car l’endroit est dépourvu d'un lieu physique de culte depuis l’incendie du début de 1664 qui a détruit la petite chapelle de Tadoussac construite en 1661 ; les missionnaires devant se contenter d’établir une tente d’écorce pour y célébrer la messe,. Les missionnaires y hivernent chaque année entre 1664 et 1673, avant de repartir en mission chaque printemps auprès des groupes amérindiens nomades qui occupent ce territoire, un mode de vie fort éprouvant pour les missionnaires qui reviennent se reposer quelque temps à Québec avant de repartir aussitôt rejoindre ces groupes amérindiens.
Dans une correspondance transmise au début d’avril 1665 à leur supérieur, le père Pierre Bailloquet, les deux missionnaires indiquent qu’ils ont effectué une cinquantaine de baptêmes durant l’hiver. Le père Nouvel profite de l’arrivée de quelques missionnaires, arrivés en renfort à Tadoussac à la fin d'avril, pour retourner à Québec pour un bref séjour,. À la fin de mai 1665, il retourne sur la Côte-Nord, d’abord à l'embouchure de la rivière Manicouagan en compagnie d'un groupe de Français dont font partie Charles Amiot et Guillaume Couture,. Sans être accompagné de guides amérindiens, le groupe remonte la rivière Manicouagan afin de rejoindre le lac du même nom et la « mission Saint-Barnabé », il est de retour à Québec le 26 juillet 1665. Il passe ensuite un second hiver à Tadoussac.
Dans une correspondance datée du 13 juillet 1666, il fait part à son supérieur de ses voyages de l’été, pendant lesquels il se rend d'abord chez les Papinachois près de la rivière Manicouagan et ensuite plus à l’est chez les Oumamioueks dans la région de Sept-Îles. Il est de retour à Québec en septembre 1666 et doit alors se rendre en mission à Trois-Rivières. Des historiens saguenéens mentionnent que le père Nouvel a fondé la mission de Métabetchouan en 1665 ou 1666, mais ceci semble peu probable car la fondation de cet établissement n’est mentionnée d’aucune façon dans les Relations des jésuites et les autres voyages du père Nouvel au cours de 1665-66, laissant très peu de temps au missionnaire pour lui permettre d’effectuer un voyage au lac Saint-Jean pendant ces deux années.
D’ailleurs à partir de l’hiver 1665, la poursuite des guerres franco-iroquoises qui se manifestent par des raids iroquois au lac Saint-Jean contre les tribus amérindiennes alliées des Français complique sérieusement le travail des missionnaires dans cette région, que les Amérindiens appellent Piékouagami. Les perturbations vécues par les communautés amérindiennes de la Piékouagami à la suite de ces guerres n’échappent pas aux jésuites et leurs écrits traduisent cet état de fait. Ainsi dans le bilan de 1667 des activités des jésuites en Nouvelle-France, le supérieur François Le Mercier louange le travail du père Nouvel auprès des Amérindiens du lac Saint-Jean et de Tadoussac, effectué dans des conditions difficiles.
Le missionnaire est présent à Tadoussac en juin 1668 lors de la visite de l’évêque de la Nouvelle-France, Mgr François de Montmorency-Laval, venu y célébrer le baptême de 149 Amérindiens et la messe dans une chapelle d’écorce devant les 400 Montagnais qui constituent la petite communauté chrétienne,. Toujours en 1668, il initie le « Second registre de Tadoussac », un document répertoriant les divers actes religieux que les missionnaires jésuites effectuent à Tadoussac entre 1668 et 1700. Ce document constitue une source importante de données ethnologiques, linguistiques et démographiques qui permettent de mieux connaître les habitants de la région de Tadoussac à cette époque.
Lors de l’été de 1669, le père Nouvel, en mission chez les Papinachois près de la rivière aux Outardes, y célèbre les premiers baptêmes d’Amérindiens de la tribu des Mistassiniouek fortement éprouvée par les guerres franco-iroquoises. Il continue ensuite son apostolat sur la Côte-Nord, en particulier dans la région de Tadoussac. Cependant, les jésuites sont déçus des résultats de leurs missions en pays montagnais. Le père Charles Albanel souligne d'ailleurs dans une correspondance de 1670 que le déclin de la mission Sainte-Croix de Tadoussac est perceptible et qu'en 1670, ce sont à peine une centaine d’Amérindiens qui sont présentés à la mission. Les jésuites vont dès lors concentrer leurs efforts apostoliques en Iroquoisie et dans la région des Grands Lacs.
Le père Nouvel est de retour à Québec à l’automne de 1669 où il occupe les fonctions de procureur et préfet des études au Collège de Québec et ce jusqu’en 1670. Son passage à Boucherville est mentionné dans le registre paroissial de cette municipalité en 1671.

### Missions dans la région des Grands Lacs

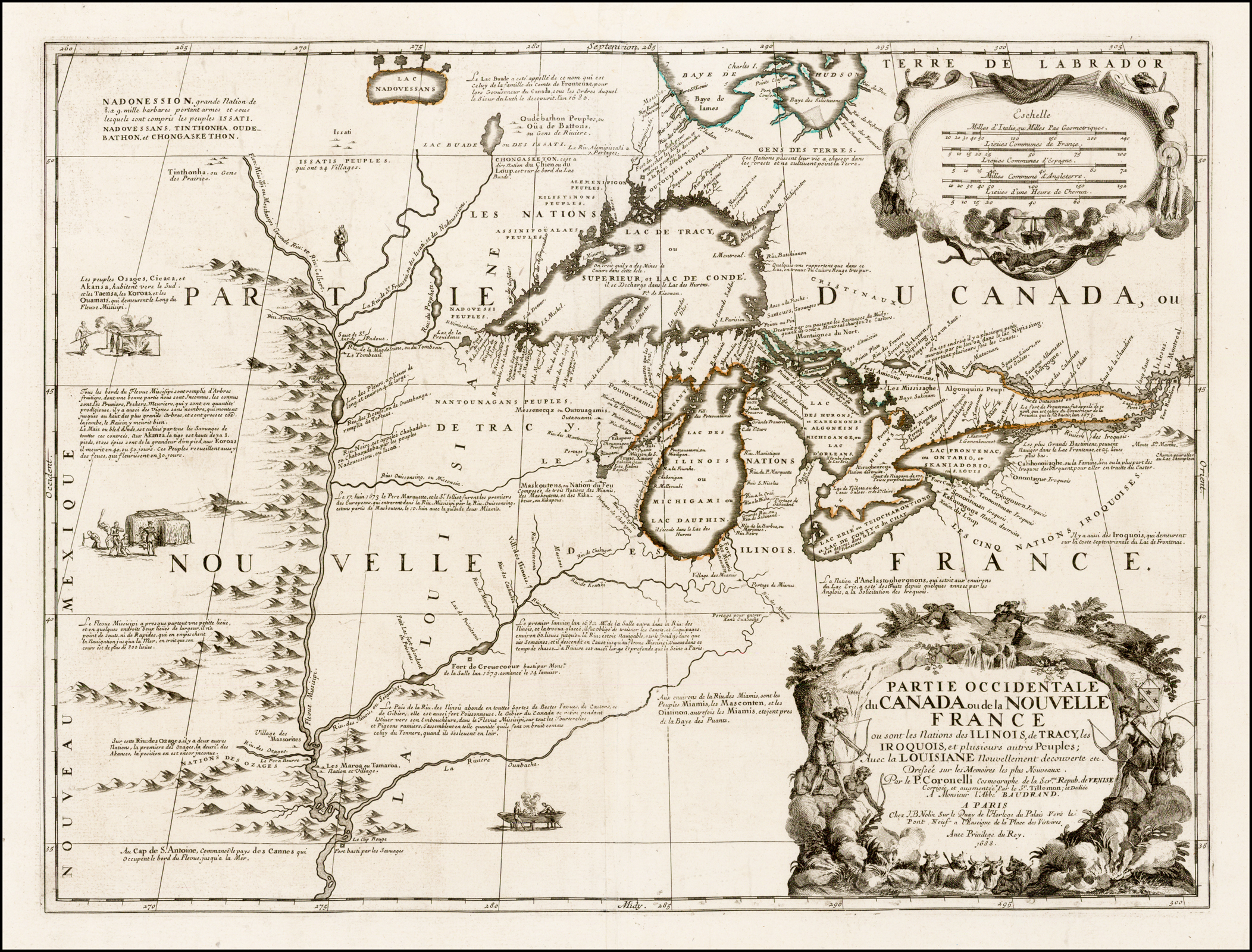
Carte des Pays d'en haut en Nouvelle-France par Vincenzo Coronelli en 1688.

En 1671, Henri Nouvel se rend dans les missions outaouaises des Grands Lacs connues sous le nom de les Pays d'en Haut où il passera les 30 dernières années de sa vie. Les Pays d'en Haut sont alors en plein développement comme centre des missions jésuites de Nouvelle-France. Le père Claude Dablon y a créé en 1669 le chef-lieu des activités missionnaires des jésuites dans la région des Grands Lacs, la mission Sainte-Marie, située sur le territoire actuel de la ville de Sault Ste. Marie au Michigan.

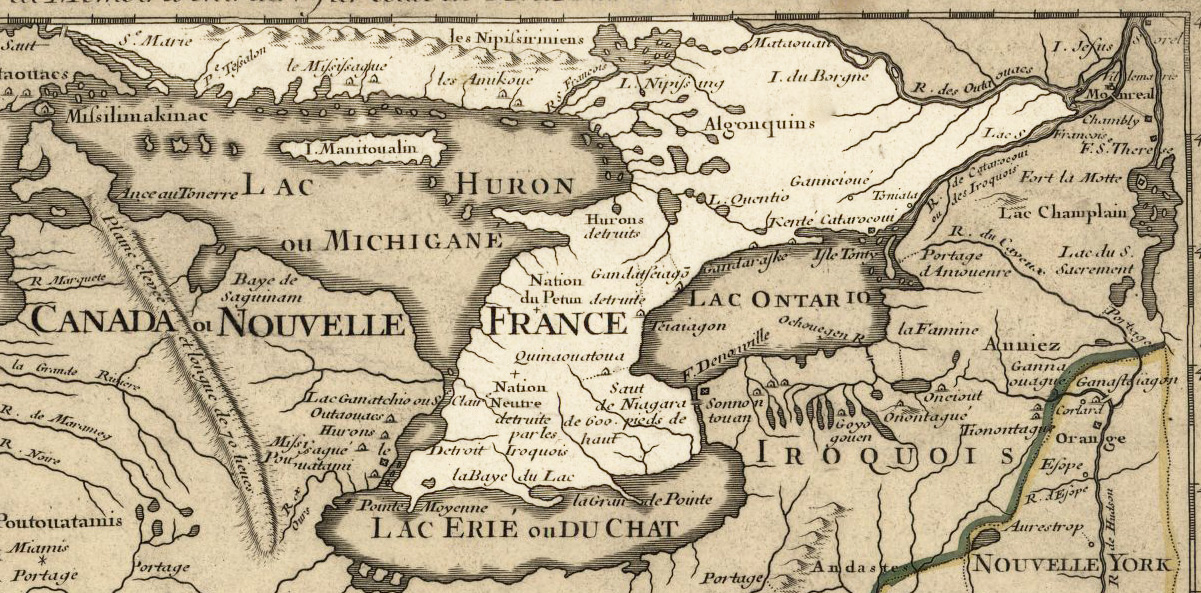
Carte de l’Ontario en Nouvelle-France par Guillaume Delisle en 1718.

Dès son arrivée dans les Pays d'en Haut, il se rend chez des tribus amérindiennes pour y faire connaître la foi chrétienne et y reste pendant six mois à partir de la fin d’octobre 1671 ; il effectue un trajet de plus de six cents lieues dans les missions catholiques situées entre le lac Huron et le lac Nipissing. Dans une correspondance du Père Nouvel publiée dans les Relations des jésuites en 1672, il décrit ce premier voyage auprès des communautés amérindiennes des Grands Lacs et les résultats encourageants obtenus par les jésuites chez les Outaouais cette année-là alors que plus de 300 baptêmes sont effectués. Il décrit aussi son installation hivernale de 1671 chez la tribu des Castors, au nord de la baie Georgienne et ses démêlés avec le médecin-sorcier du village. D'ailleurs, ces conflits ne sont pas sans risques comme le souligne le père Dablon dans son rapport de 1672-73, le père Nouvel ayant quelquefois frôlé la mort aux mains des médecins-sorciers des villages amérindiens.
En 1672, le père Dablon, alors responsable de l’ensemble des missions en Nouvelle-France, choisit Henri Nouvel pour exercer un premier mandat dans le rôle de supérieur des missions outaouaises des Grands Lacs. Il exerce ce mandat de supérieur jusqu’en 1681 et peut alors compter sur une « équipe de missionnaires remarquables » dont les pères Jacques Marquette, Claude-Jean Allouez, Claude Aveneau et Étienne de Carheil. Avec l'aide de ce groupe de missionnaires, il y effectue un travail d'apostolat plus difficile que celui effectué auparavant auprès de Montagnais, car les Outaouais sont influencés par les Iroquois et les Anglais, et ont certaines réticences envers la foi catholique. Lors de l’été de 1672, il effectue une visite à la mission Saint-François-Xavier de la baie des Puants au Wisconsin, fondée l’année précédente par le père Allouez. Malgré sa fonction de supérieur, il ne cesse jamais de voyager avec les Amérindiens pendant l’hiver ; ainsi il visite et demeure avec les Amérindiens de la tribu des Népissingues pendant l’hiver de 1672-73.
Il intervient à quelques reprises dans les affaires politiques de la Nouvelle-France et c’est d'ailleurs lui qui signale au gouverneur Frontenac, dans une lettre datée du 29 mai 1673, les actions du coureur des bois Médard Chouart des Groseilliers visant à détacher certaines communautés amérindiennes des Français. Dans la même lettre, il signale au gouverneur l’existence d'un nouvel établissement anglais à la baie d'Hudson et le danger que ce poste de traite représente pour le commerce de la traite des fourrures entre Français et Amérindiens de la région des Grands Lacs, ces derniers étant très attirés par les avantages économiques que leur font miroiter les commerçants anglais.
Cette lettre du père Nouvel met en lumière le fait que les missionnaires n’ont pas seulement à cœur la conversion des Amérindiens à la foi catholique mais aussi la santé économique de la Nouvelle-France. Leurs missions étant installées près des « routes d'eau », ils agissent comme « agents de liaison » auprès des Amérindiens dans ce qui est alors le seul et unique commerce de la colonie, la traite des fourrures. Il écrit en effet que : « nous taschons autant que nous pouvons, conformément à ce que M. le Gouverneur et M. l'intendant nous ont escrit, de porter les Sauvages à continuer leur commerce avec les françois ».

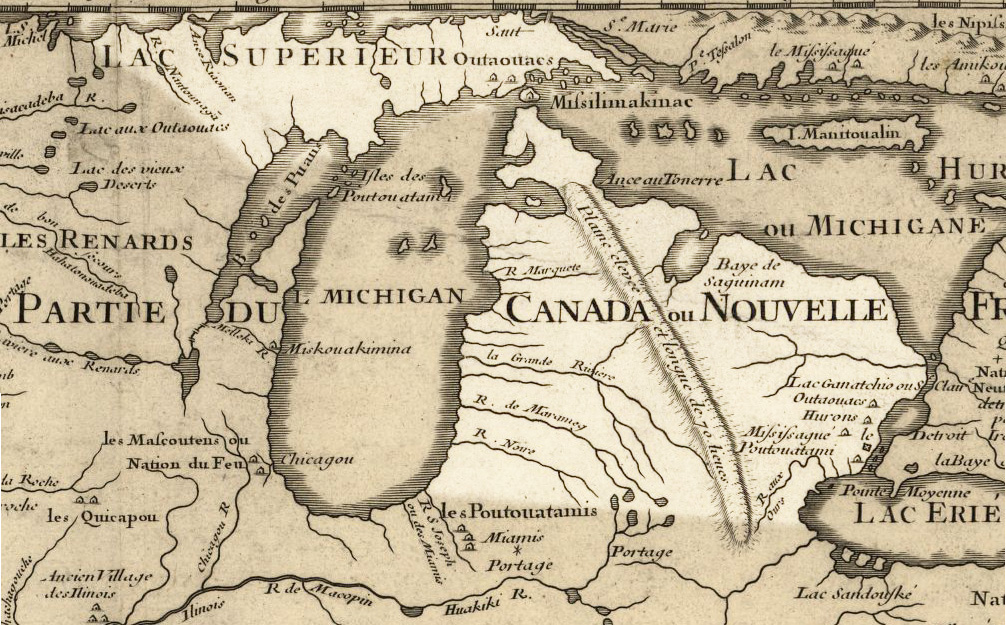
Carte du Michigan en Nouvelle-France par Guillaume Delisle en 1718.

Pendant l’année 1674, il est principalement affecté aux travaux d’apostolat à la mission Sainte-Marie. Il se rend tout de même dans les autres missions des Grands Lacs et en 1674-75, pendant l’absence à la mission Saint-Ignace du Père Marquette parti en voyage d’exploration avec Louis Jolliet, il y fait construire avec le père Philippe Pierson une petite église et une maison protégées par une palissade de pieux près du village de la mission habité par les Hurons. En novembre 1675, il entreprend un voyage vers la péninsule inférieure du Michigan, il est alors le premier Européen à atteindre la baie de Saginaw et le site de la ville de Saginaw au Michigan le 3 ou le 7 décembre 1675 selon les sources,,. Il passe l’hiver à cet endroit, en compagnie d’Amérindiens de la tribu Amikoué, et y construit une chapelle où il fête Noël « avec tout l’éclat possible »,. Une de ces correspondances permet d’avoir un aperçu du type de logement que les jésuites habitent lorsqu’ils demeurent dans un village amérindien. Le père Nouvel y décrit ainsi l’habitation que lui ont construit les Ojibwés|Amikoués : « trois billes d'un grand chesne en furent le fondement, sur lesquelles on Esleva en forme de berceau, le pavé, les murailles et les voûtes n'estoient que d'Escorce ou NS a pris plaisir d'estre honnoré pendant tout l'hyver pet estre plus que dans les somptueux edifices de l'Europe ».
Les tribus amérindiennes de la péninsule inférieure du Michigan étant majoritairement nomades, le père Nouvel revient à la mission Saint-Ignace en mars 1676. L’une de ses correspondances de la même année permet d’avoir une meilleure idée des conditions de vie des Européens dans ces régions peu peuplées où le sentiment d’isolement et d’ennui est omniprésent. Ainsi, même si le missionnaire est mieux préparé à la solitude que les soldats et les coureurs des bois, obsédé qu’il est par l’apostolat, le père Nouvel écrit que « je ne peux pas Expliquer la consolation que ieus le lendemain de Celebrer nos adorables mysteres dans notre chapelle, en un lieu si esloigné au milieu de ces grandes forests et d’y administrer les sacremens a ceux qui en estoient dignes. » Henri Nouvel, Relations des jésuites. Il y décrit aussi son habitation de la mission Saint-Ignace comme une simple cabane d’écorce très inconfortable en raison de la fumée du chauffage qui envahit l’'habitation en hiver, les constructions amérindiennes étant dépourvues de trou d'aération dans la toiture.

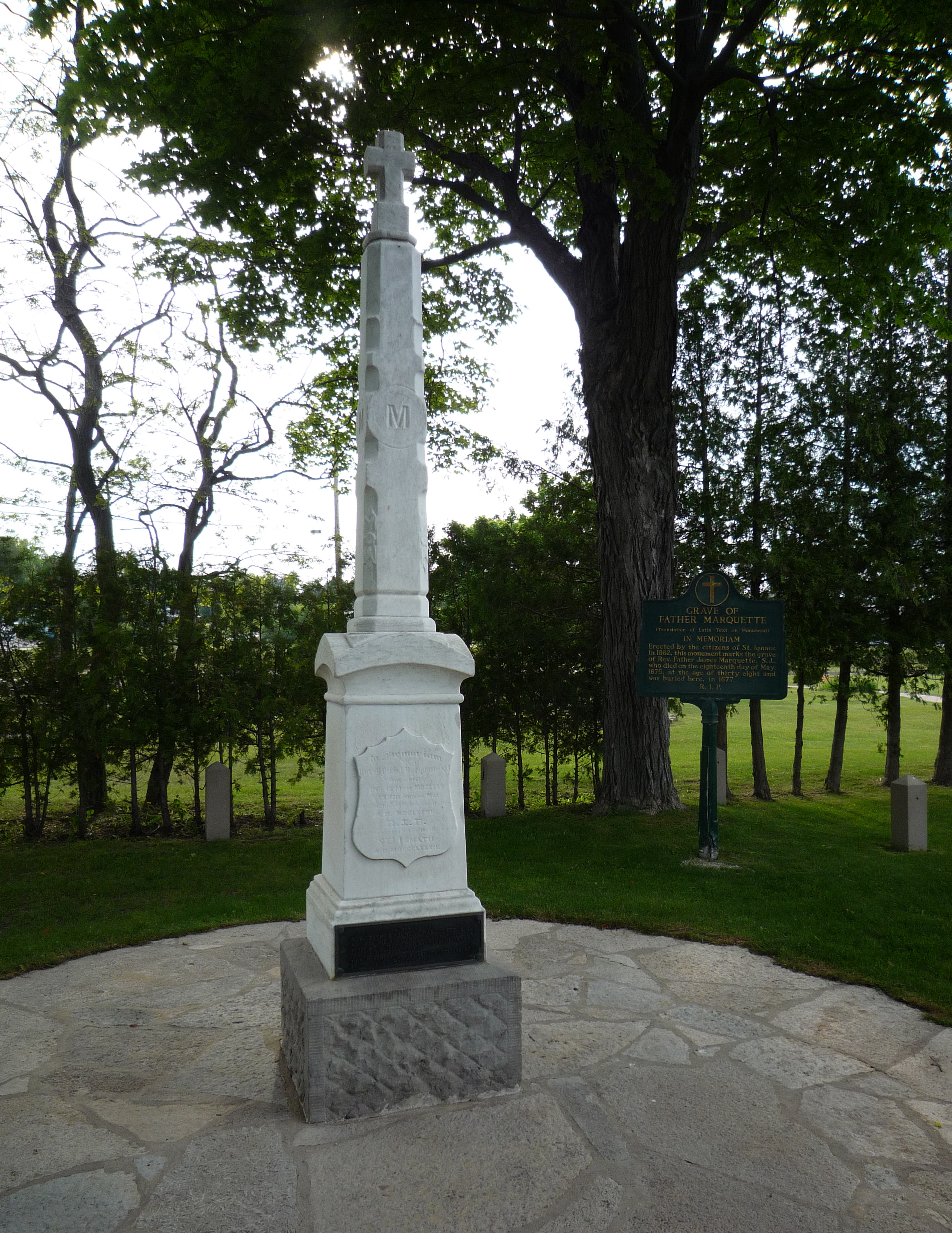
Monument sur le site de la sépulture du père Marquette.

En 1677, il reçoit la dépouille du père Marquette à la mission Saint-Ignace, ce dernier étant décédé deux ans plus tôt près de la ville actuelle de Ludington au Michigan,. Le 9 juin 1677, il officie la cérémonie d’inhumation du père Marquette dans la « petite église » construite en 1674 et détruite par le feu en 1705 ou 1706 et dont le site a été reconnu au titre de National Historic Landmark par le gouvernement américain le 9 octobre 1960,,.
Toujours en 1677, il fait construire une nouvelle chapelle à 4 km de l’église et du village de Saint-Ignace qu'il nomme « chapelle Saint-François-Borgia » en l'honneur du premier supérieur général de la Compagnie de Jésus ayant envoyé des missionnaires en Amérique. Cette chapelle est destinée à mieux desservir un groupe très nombreux de la tribu algonquine des Outaouais qui s'est installé au canton de Moran (en) à partir de 1673-74,. Cette même année, il écrit au gouverneur Frontenac pour l’inviter à partir en guerre contre les Iroquois qui sont alors en conflit avec les Miamis, alliés des Français, à la suite du meurtre d’un de leurs chefs. Le conflit se règle par voie diplomatique, Frontenac ayant dépêché Jacques de La Marque auprès des Iroquois afin de leur faire comprendre qu’'il s'agit d'une querelle entre particuliers.
Henri Nouvel passe l'hiver de 1677-78 à Saint-Ignace en compagnie du père Enjalran et y accueille des Amérindiens des deux établissements dans sa tâche d'évangélisation. Les Relations des jésuites mentionnent que le père Nouvel est toujours présent à la mission Saint-Ignace en 1678 et qu’il a alors la responsabilité des Amérindiens de la tribu des Kiskakons. À cette époque, avec ses villages hurons et algonquins qui comptent plus de 1 600 Amérindiens et les installations des jésuites, la mission Saint-Ignace est l’établissement français le plus important et le mieux organisé à l’ouest de Montréal.

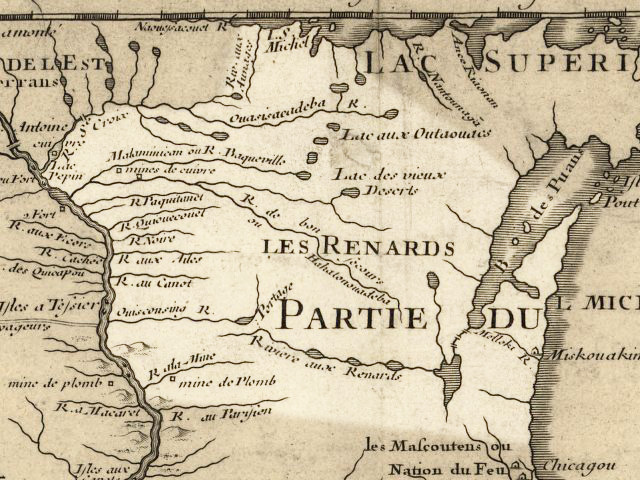
Carte du Wisconsin en Nouvelle-France par Guillaume Delisle en 1718.

En 1679, le père Nouvel est nommé supérieur de la mission Saint-François-Xavier de la baie des Puants pour y remplacer le père Charles Albanel. Pendant la vingtaine d’années qui suit, il réside principalement à Saint-François-Xavier. Il est très souvent le seul missionnaire présent au Wisconsin. Entre 1679 et 1681, il agit aussi comme supérieur de la mission Saint-Ignace avant d’être remplacé à ce poste par le père Enjalran,. Une correspondance du père Nouvel, parue en 1680, décrit la relative réussite de ses efforts d’évangélisation auprès des membres de la tribu des Kiskakons dont une grande majorité s’est convertie à la foi chrétienne. En 1683, le rapport du père Thierry Beschefer mentionne les missions du père Nouvel auprès des Amérindiens des rives du lac Huron, ainsi que leur réceptivité à la foi catholique et au message du missionnaire concernant les problèmes de l’ivresse, les ravages de l'alcool y étant fort visibles. Il est de retour à la mission Saint-François-Xavier en 1684. Toujours présent à cette mission en 1686, Nicolas Perrot lui remet un ostensoir d’argent de grande valeur. Cet ostensoir, retrouvé en 1802, est le plus vieil objet attestant de la présence européenne au Wisconsin.
Entre 1688 et 1695, le père Nouvel effectue un second et dernier mandat dans le rôle de supérieur des missions outaouaises, pendant lequel il doit composer avec Antoine de Lamothe-Cadillac, nommé commandant en 1694 au fort Buade situé tout près de la mission St-Ignace. Cadillac n'a pas la même conception que les missionnaires sur les relations à entretenir avec les Amérindiens, en particulier lors d’expéditions guerrières. De plus le trafic d’alcool entre les Amérindiens et les soldats du fort, construit en 1683, irrite fortement les missionnaires jésuites. Cette même année 1694 voit la situation se dégrader encore plus lorsque Cadillac régale d'alcool des Outaouais qui ont effectué un raid sanglant contre les Iroquois. Les pères Étienne de Carheil et Louis-François Pinet s'insurgent alors contre le comportement du commandant, le père Pinet prononçant même deux sermons qui irritent au plus haut point Cadillac. Le père Nouvel devra alors servir d’intermédiaire et offrir des excuses à Cadillac. Il redevient simple missionnaire en 1695, et continue d’exercer son travail d’apostolat et les charges qui lui sont assignées jusqu’à sa mort.
Des informations parvenues à Québec au printemps de 1701 signalent son mauvais état de santé, et le père Jean-Baptiste Chardon est chargé au cours de l’été 1701 de se rendre dans la région des Grands-Lacs pour lui venir en aide,. Dans une lettre du père François de Crespieul, datée du 28 octobre 1702 et reçue à Québec, son décès serait survenu entre le 8 octobre 1701 et le 28 octobre 1702, et tout semble indiquer qu’il est décédé à la mission Saint-François-Xavier de la baie des Puants sur le territoire actuel de la ville de De Pere au Wisconsin,.
Léon Pouliot, biographe d’Henri Nouvel, mentionne à propos de la personnalité du missionnaire que ces écrits « révèlent un homme d’un courage et d’une sérénité que rien n’abat, et d’un esprit surnaturel remarquable ».

## Postérité

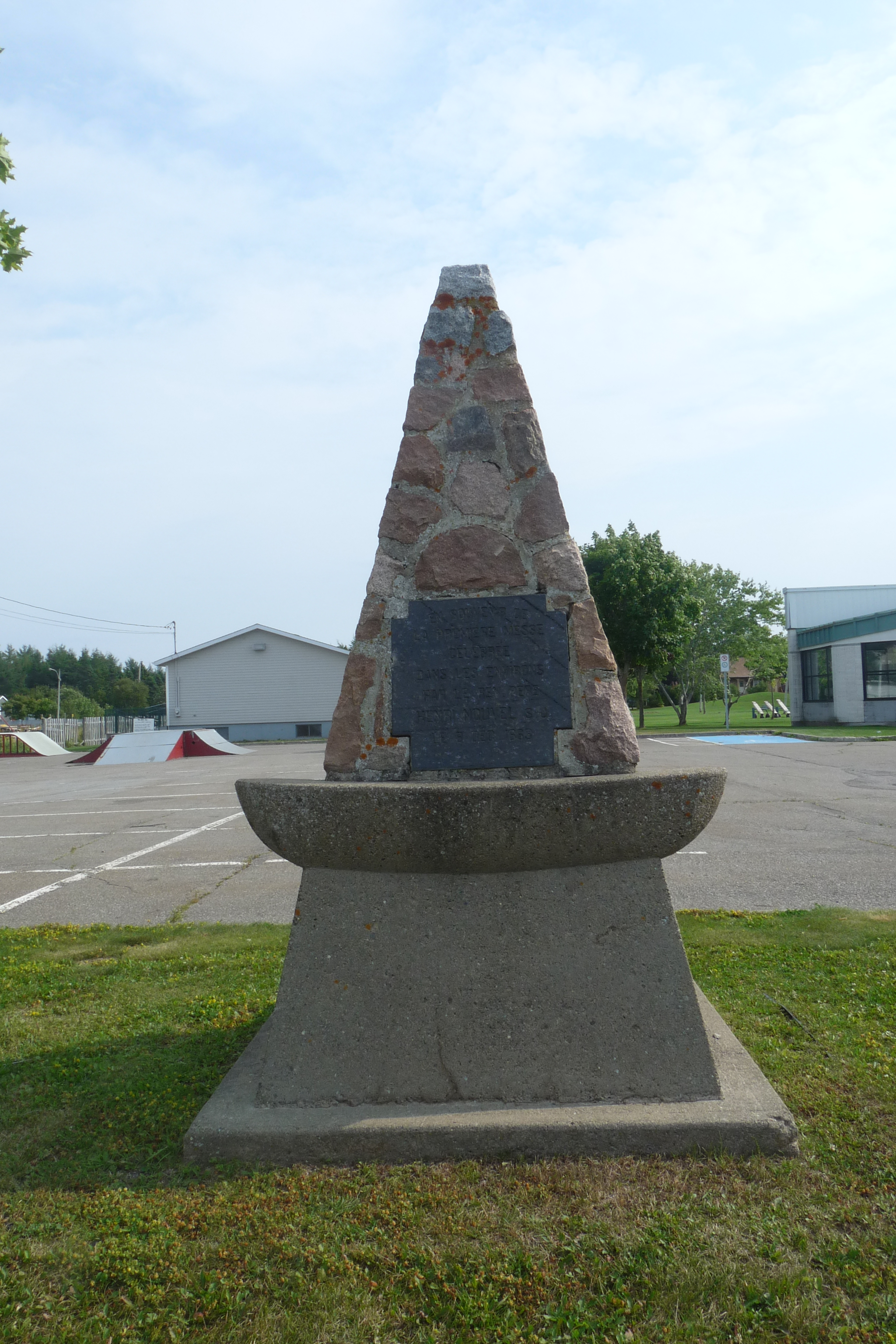
Monument commémorant la messe célébrée par Henri Nouvel en 1663.

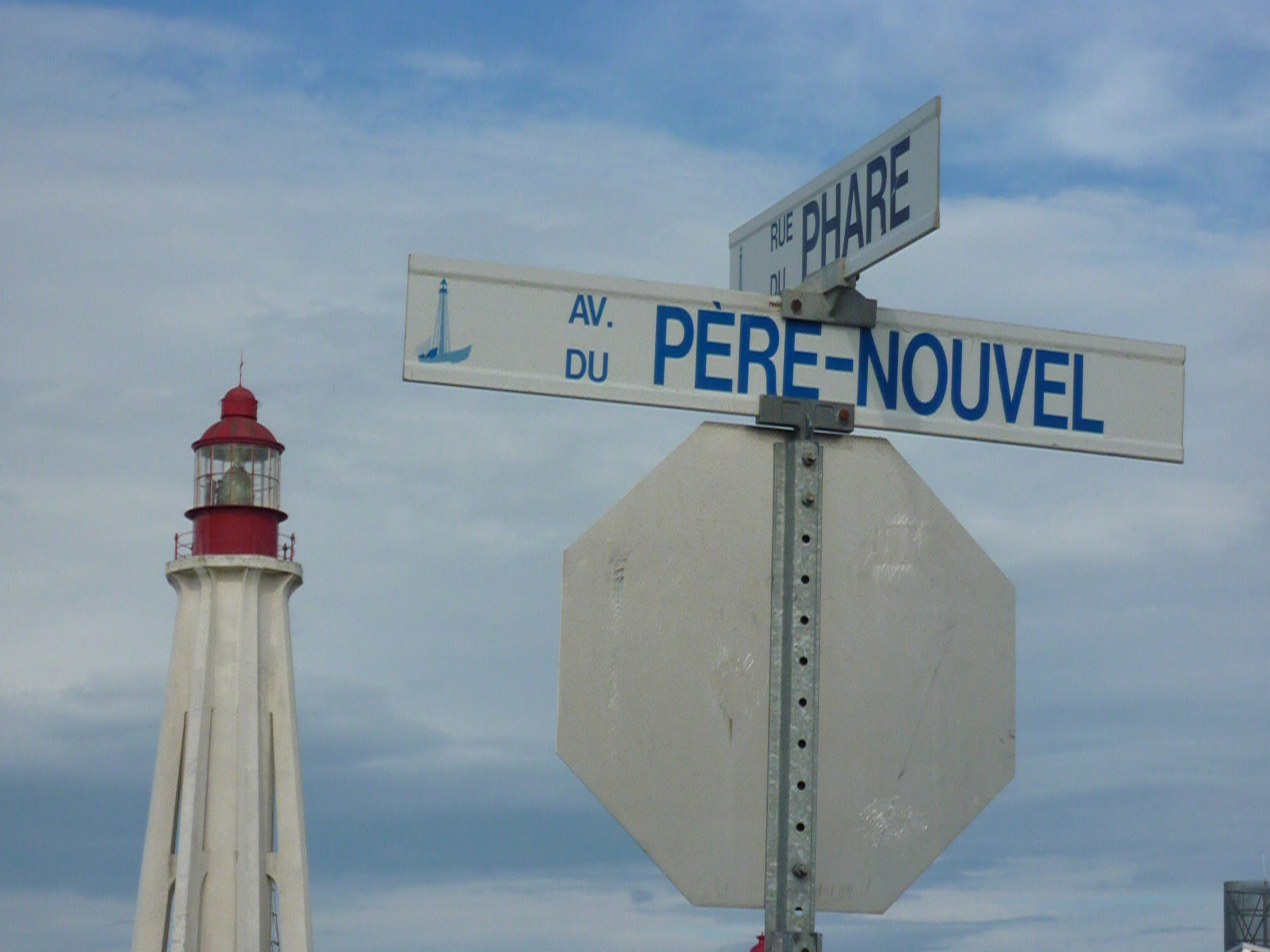
Croisement de l'Avenue du Père-Nouvel et de la rue du phare devant le phare de Pointe-au-Père à Rimouski.

L’ancienne municipalité de Pointe-au-Père, aujourd’hui l’un des quartiers de la ville de Rimouski au Québec, doit son toponyme à la messe que le père Nouvel y aurait prononcée le 8 décembre 1663. De plus, le nom de l’une des rues principales de Pointe-au-Père porte le nom du missionnaire,. En 1964, pour célébrer le 300e anniversaire de la messe célébrée par le père Nouvel, la municipalité de Pointe-au-Père a fait construire un monument : une petite pyramide de pierres des champs, que l’on peut voir sur la rue Dionne. Le traversier brise-glace qui y assura un lien entre la rive sud et la rive du nord du Saint-Laurent entre 1962 et 1967 portait le nom de Père Nouvel.
Certains toponymes québécois rappellent la mémoire du père Nouvel ; la Commission de toponymie du Québec mentionne que les lacs Nouvel situés sur le territoire de la municipalité régionale de comté de Manicouagan sur la Côte-Nord doivent leurs toponymes au missionnaire. La commission indique aussi que l’origine du nom de la municipalité de Nouvelle en Gaspésie pourrait être un rappel au père Nouvel, et ce, selon le contenu d’un texte rédigé en 1876 par l’abbé Ferdinand Audet.
Une école secondaire catholique de la ville de Saginaw au Michigan porte le nom du père Nouvel. En 1952, le Diocèse de Saginaw fait ériger un monument commémoratif sur l’île Ojibway, un parc de la ville de Saginaw, pour rappeler la mémoire du missionnaire.